# Violeta Chamorro
Violetta Barrios de Chamorro (ur. 18 października 1929 w Rivas, zm. 14 czerwca 2025 w San José) − nikaraguańska polityk, prezydent kraju w latach 1990–1997, polityk, dziennikarka, wydawczyni, pierwsza  kobieta piastująca urząd prezydenta Nikaragui, wdowa po Pedro Joaquinie Chamorro – wydawcy lewicowego dziennika „La Prensa”, walczącego z dyktaturą Somozy, zamordowanego na jego zlecenie.

## Życiorys
Jej ojciec był zamożnym rolnikiem i posiadaczem ziemskim. Uczęszczała do katolickiej szkoły żeńskiej w San Antonio (Teksas) i Blackstone College w Southside (Wirginia). Gdy ojciec zmarł, zrezygnowała z nauki w college’u. W 1950 wzięła ślub z Pedro Chamorro Cardenalem. Para doczekała się czworga dzieci. Po 1957 przenieśli się do Kostaryki, skąd reemigrowali w 1960.
Po śmierci męża w 1978 (został zamordowany z rozkazu Anastasio Somozy Debayle) przejęła kierownictwo „La Prensy” i doprowadziła do zdyskredytowania w oczach Nikaraguańczyków tego zabójstwa. Gdy dyktatura klanu Somozów została obalona, Chamorro weszła w lipcu 1979 w skład władz sandinistów, jednak w kwietniu 80. XX wieku odeszła z niej oficjalnie ze względu na zły stan zdrowia (w rzeczywistości na znak protestu przeciwko niedemokratyzowaniu ustroju) i jej gazeta zaczęła poważnie krytykować sandinistów. Ona sama została błyskawicznie oskarżona przez sandinistowski rząd o przyjmowanie pieniędzy z USA i wspieranie rosnących wpływów tego kraju w Nikaragui. „La Prensa” stała się czołowym pismem Nikaragui, a zarazem jedynym organem prasowym przeciwników nowej, lewicowej władzy. Mimo to w czasie wojny domowej między FSLN a contras Chamorro wsparła pieniężnie rząd, chociaż nie uchroniło ją to przed oskarżeniami ze strony rządu Daniela Ortegi Saavedry, którzy zarzucali jej przyjmowanie pieniędzy od Stanów Zjednoczonych i uzależnianie od nich Nikaragui.
24 lutego 1990 zwyciężyła w wyborach prezydenckich, zdobywając 55,2% głosów. Kandydowała jako członkini Narodowej Unii Opozycyjnej (UNO) (koalicji 14 antysandinistowskich partii politycznych). Urząd prezydenta, szefa rządu i ministra obrony objęła w kwietniu tego roku. Dojście do władzy Chamorro skłoniło USA do zniesienia sankcji gospodarczych i złożenia obietnicy jak najszybszego wsparcia dla Nikaragui. O pani prezydent twierdzi się, że przyniosła pokój w miejsce dziesięcioletniej wojny domowej. Zlikwidowała obowiązek służby wojskowej, zmniejszyła uzbrojenie o 75%, zliberalizowała gospodarkę i wzmocniła instytucje państwowe. Była krytykowana za neoliberalne reformy, które uderzyły w najuboższych mieszkańców kraju. Po zakończeniu prezydentury nie podjęła starań o reelekcję i wycofała się z polityki.
Była członkiem Rady Kobiet-Światowych Przywódców.

## Twórczość
- Dreams of Heart (1997) – autobiografia